# Faille temporelle
Ne doit pas être confondu avec Faille spatio-temporelle.
Une faille temporelle est un phénomène purement spéculatif, utilisé des manières les plus diverses par les auteurs de science-fiction.
Sous cette dénomination unique, on regroupe une grande diversité de créations, chaque auteur tendant à inventer un concept adapté à son scénario. On peut toutefois s'entendre sur une définition globale, qui est une distorsion du continuum espace-temps ayant des effets non négligeables sur le déroulement du temps et sur la perception que peuvent en avoir les personnages de l'œuvre.
On peut recenser notamment, parmi les effets qui leur sont attribués :
- mise en contact de deux époques temporellement éloignées (époque médiévale et XXIe siècle, par exemple) ;
- aspiration, voyage dans le temps ;
- anachronisme ;
- évaluation inexacte de l'âge d'une personne, la petite sœur étant en fait la grande sœur.